# Attila torridus
El atila ocráceo o atila ocre (Attila torridus) es una especie de ave paseriforme de la familia Tyrannidae perteneciente al género Attila. Es nativo del noroeste de América del Sur.

## Distribución y hábitat
Se distribuye por el oeste de Ecuador (localmente desde Esmeraldas hasta Loja) y extremo noroeste de Perú (Tumbes); existe un registro antiguo en el suroeste de Colombia (Nariño).
Esta especie es considerada rara a poco común y local en sus hábitats naturales: el nivel medio del bosque húmedo y en las plantaciones de cacao adyacentes, hasta los 1000 m de altitud, ocasionalmente hasta los 1700 m s. n. m. Se alimenta de frutos y artrópodos, incluidos ortópteros y arañas.

## Descripción
Mide en promedio 20,5 cm de longitud. La cabeza, nuca y dorso son de color canela ocráceo; las alas más oscuras; el pecho es ocre y el vientre amarillo. El pico es negro, el iris color avellana.

## Estado de conservación
El atila ocre ha sido calificado como vulnerable por la Unión Internacional para la Conservación de la Naturaleza (IUCN) debido a que su hábitat ha disminuido rápidamente desde los años 1960 y la deforestación continúa. La zona de distribución y la población, estimada en 2500 a 10 000 individuos maduros, son ahora pequeñas y severamente fragmentadas.

## Sistemática

### Descripción original
La especie A. torridus fue descrita por primera vez por el zoólogo británico Philip Lutley Sclater en 1860 bajo el mismo nombre científico; su localidad tipo es: «Babahoyo, Los Ríos, Ecuador.»

### Etimología
El nombre genérico masculino «Attila» se refiere al guerrero Atila (406-453), rey de los hunos, en relación con la característica agresividad de estas especies; y el nombre de la especie «torridus», en latín significa ‘chamuscado’, ‘tórrido’, ‘quemado’.

### Taxonomía
Ya fue considerada conespecífica con Attila cinnamomeus. Es monotípica.